# Yakovlev Yak-17
Le Yakovlev Yak-17 (d'abord appelé Type-16 par les États-Unis, puis Feather par l'OTAN) était un chasseur à réaction soviétique, développé en 1947 à partir du Yak-15. Il existe une version double siège d'entraînement le Yak-17U ou Yak-17V (Type-26/Magnet).